# Anthrax pargrisescens
Anthrax pargrisescens är en tvåvingeart som beskrevs av Paramonov 1935. Anthrax pargrisescens ingår i släktet Anthrax och familjen svävflugor. Inga underarter finns listade i Catalogue of Life.